# Gyeongjong de Goryeo
Regele Gyeongjong de Goryeo a murit la vârsta de 26 de ani, în al șaselea an de domnie. În istoria Goryeo scrie că împăratul era blând, bun și sincer. Îi plăcea veselia excesiv, dar spre sfârșitul vieții sale, și-a neglijat îndatoririle satisfăcându-și poftele zilnic cu vin și femei. De asemenea el a îndepărtat oamenii buni și i-a păstrat aproape pe cei slabi care a dus la declinul politic și cultural. Titulu postum Hunhwa, numele templului Gyeongjong. A fost îngropat pe dealurile de sud ale Gaegyeong și mormântul lui este numit Yeongneungho.

## Familie
Consoarte și copii:
- Regina Heonsuk, al clanului Gyeongju Kim
- Regina Heonui, al clanului Chunguj Yu clan
- Regina Heonae, al clanului Hwangju Hwangbo
  - Wang Seong, Printul Gaeryeong -  care va deveni Regele Mokjong de Goryeo
- Regina Heonjeong, al clanului Hwangju Hwangbi
- Doamna Daemyeong, al clanului Jeongju Yu